# Dominikia crinita
Dominikia crinita är en skalbaggsart som först beskrevs av Pierre Lesne 1935.  Dominikia crinita ingår i släktet Dominikia och familjen kapuschongbaggar. Inga underarter finns listade i Catalogue of Life.